# Shabba Ranks
Shabba Ranks, né Rexton Rawlston Fernando Gordon le 17 janvier 1966, à Sturgetown, à Saint Ann en Jamaïque, était l'un des artistes de dancehall jamaïcain les plus populaires de la fin des années 1990.

## Biographie
Shabba Ranks a collaboré avec de nombreux artistes tels que l'Anglais Maxi Priest, les rappeurs américains KRS-One et Chubb Rock (en), les chanteurs de reggae Cocoa Tea, Crystal, et Mykal Rose ou le pionnier du rock 'n' roll Chuck Berry. Son plus grand succès international fut Mr. Loverman, bien qu'en Jamaïque, on considère qu'il ne s'agit pas de son meilleur titre. Des titres comme Respect, No Mama Man, Get Up Stand Up And Rock, Caan Dun, et Ting A Ling y sont plus appréciés.
Sa réputation fut gravement atteinte par ses idées et paroles homophobes.

## Discographie

### Albums
- 1991 : As Raw As Ever (UK number 51)
- 1992 : Rough And Ready Volume 1 (UK number 71)
- 1993 : X-tra Naked (UK number 38)
- 1993 : Rough And Ready Volume 2
- 1995 : A Mi Shabba
- 1998 : Get Up Stand Up
- 1999 : Shabba Ranks And Friends (compilation)

### Singles
- 1989 : Peanie Peanie – Shabba Ranks – Jammys
- 1990 : Roots & Culture – Shabba Ranks – Digital B
- 1992 : Just Reality – Shabba Ranks – Digital B
- 1991 : She's A Woman – Scritti Politti featuring Shabba Ranks (UK number 20)
- 1991 : Trailer Load A Girls – Shabba Ranks (UK number 63)
- 1991 : Housecall – Shabba Ranks featuring Maxi Priest (UK number 31 / US number 37)
- 1992 : Love Punaany Bad – Shabba Ranks – Jammys
- 1992 : Mr Loverman – Shabba Ranks featuring Chevelle Franklyn (UK Number 23 / US number 40)
- 1992 : Slow And Sexy – Shabba Ranks featuring Johnny Gill (UK number 17 / US number 33)
- 1992 : Shine & Crisis – Shabba Ranks – Shang
- 1993 : I Was A King – Eddie Murphy featuring Shabba Ranks (UK number 64)
- 1993 : Mr Loverman (re-issue) – Shabba Ranks (UK number 3)
- 1993 : Housecall (remix) – Shabba Ranks featuring Maxi Priest (UK number 8)
- 1993 : What'cha Gonna Do – Shabba Ranks featuring Queen Latifah (UK number 21)
- 1993 : Family Affair – Shabba Ranks featuring Patra And Terri & Monica (UK number 18 / US number 84)
- 1995 : Let's Get It On – Shabba Ranks (UK number 22 / US number 81)
- 1995 : Shine Eye Gal – Shabba Ranks featuring Mykal Rose (UK number 46)
- 1996 : Heart Of A Lion – Shabba Ranks – Digital B
- 1997 : So Jah Say – Shabba Ranks – Brick Wall
- 2009 : Love you no more – Shabba Ranks featuring Bob Sinclar
- 2011 : None a Dem – Shabba Ranks – Big Ship productions